# Palazzo Mocenigo (Santa Croce)
Palazzo Mocenigo è un edificio signorile di Venezia, situato al civico 1992 sestiere di Santa Croce, lungo la salizada di San Stae.
È sede del Museo e del Centro Studi di Storia del Tessuto, del Costume e del Profumo di Palazzo Mocenigo.

## Storia
Palazzo Mocenigo, già esistente nel Cinquecento, è, nelle attuali caratteristiche, di impronta seicentesca, frutto dei lavori di ristrutturazione che la famiglia Mocenigo effettuò sul palazzo agli inizi del XVII secolo, per abitarvi fino al primo Novecento.
È il 1945 quando l'ultimo esponente della famiglia, Alvise Nicolò Mocenigo, lascia in eredità al comune di Venezia l'edificio, che diventa una galleria d'arte, ancora oggi attiva, assieme al Centro Studi di Storia del Tessuto e Costume, aperto negli anni 1980.
Tale donazione è stata impugnata a partire dalla fine degli anni settanta da Alvise Coletti, discendente per linea femminile della famiglia Mocenigo, il quale rivendicava la sua co-ereditarietà. L'iter giudiziario si è protratto fino all'inizio degli anni '90 quando il Tribunale di Venezia riconosceva la legittimità delle richieste di Coletti, nel frattempo deceduto, e gli riconosceva un indennizzo.

## Descrizione
Il palazzo si compone di cinque livelli: piano terra, mezzanino, due piani nobili e un ammezzato di sottotetto.
L'edificio ha due facciate simili, una sulla salizada di San Stae, una sul rio: entrambe vanno segnalate perché al centro, ai piani nobili, sono aperte da due serliane sovrapposte, che conferiscono alle facciate grande eleganza di sapore rinascimentale. La facciata sulla salizada si differenzia dall'altra perché, a sinistra del corpo principale, presenta un corpo minore a cui mancano il secondo piano nobile e l'ammezzato, ma non manca la bella serliana al primo piano; la facciata sul rio invece presenta la terza serliana al pian terreno, la quale funge da portale sull'acqua.
Internamente il palazzo ha affreschi ben conservati ai piani nobili.

## Uso attuale

### Centro studi e museo
Dal 1985, vi è istituita la sede del Centro Studi di Storia del Tessuto e del Costume e del Museo di Storia del Tessuto e del Costume. Oltre a conservare le preziose raccolte per lo più di provenienza veneziana, il Centro offre agli studiosi una importante biblioteca specializzata nel settore. Nel 2013, in seguito ad un accurato restauro degli interni del palazzo, l'interno è stato ampliato di una nuova sezione (5 sale) dedicata alla storia del profumo e delle essenze che mette in luce l'antichissima tradizione cosmetica di Venezia. Il percorso di visita è stato completamente rinnovato e ampliato nel 2013, raddoppiando le aree espositive aperte nel 1985 grazie all'allestimento di Pier Luigi Pizzi, architetto, regista e scenografo di fama internazionale.
La nuova disposizione della collezione ha conservato gli elementi architettonici principali, gli arredi d'epoca, gli affreschi e i dettagli decorativi, coinvolgendo diciannove sale del piano nobile per ricreare l'atmosfera di una dimora veneziana del Settecento. Inoltre, è stato introdotto un percorso espositivo dedicato all'evoluzione della moda, del costume e del tessile. L'esposizione illustra vari aspetti della vita del patriziato veneziano tra XVII e XVIII secolo, presentando manichini con abiti e accessori d'epoca provenienti dal Centro Studi di Storia del Tessuto e del Costume.  I tessuti operati, i ricami e i merletti degli abiti riflettono l'artigianato raffinato e l'eleganza caratteristica della Venezia del tempo.
Il progetto ha coinvolto la nota azienda di profumeria Mavive SPA della famiglia Vidal, la casa essenziera Drom ha messo a disposizione della galleria la sua collezione di Flaconi Storp al fine di realizzare la sezione sul profumo, un aspetto della storia del costume veneziano finora poco studiato. 

### Biblioteca
Il palazzo ospita inoltre la Biblioteca del Circuito Cinema.